# The Stage (álbum)
The Stage (En español:  El escenario)  es el séptimo álbum de estudio de la banda estadounidense de heavy metal, Avenged Sevenfold. El álbum fue lanzado al mercado el 28 de octubre de 2016 en los Estados Unidos, bajo el sello discográfico de Capitol Records.
Este es el primer álbum de la banda con Brooks Wackerman como nuevo baterista, en sustitución de Arin Ilejay, quien fue despedido del grupo el 23 de julio de 2015.
Escrito y grabado durante 2016, The Stage fue musicalmente diferente para la banda, marcando un sonido de metal progresivo.
Fue un lanzamiento sorpresa, siendo el primer álbum de Heavy Metal sin promoción de ningún tipo. 
Es el primer álbum conceptual de Avenged Sevenfold, cuyo tema principal se basa en la inteligencia artificial y la autodestrucción de la sociedad. También es el álbum de estudio más largo de la banda a los 73 minutos y 35 segundos, superando así a City of Evil en casi un minuto. Además de ser su álbum más largo, The Stage presenta su canción más larga hasta la fecha, "Exist", con un tiempo de ejecución de 15 minutos y 41 segundos.

## Antecedentes
Pese al éxito comercial de Hail to the King las críticas fueron demasiado mixtas en comparación a álbumes previos, llegando a ser considerado un plagio a bandas como Metallica o Guns N' Roses, así como una pérdida del estilo propio, por lo cual la banda supo que debía tomar un camino diferente.
A finales de 2014, el vocalista M. Shadows dijo que la banda tomaría algo de tiempo libre antes de escribir material nuevo, descanso que acabó en verano de 2015 con la sorpresa de que el baterista Arin Ilejay dejaría el grupo. 
Matt declaró que este despido se debía a que la banda tomaría un rumbo distinto, agradeciendole además a Ilejay por el tiempo que estuvo con la banda. Más tarde se reveló que la banda había contratado al exbaterista de Bad Religion, Brooks Wackerman como el nuevo baterista.
El 14 de enero de 2016, la banda publicó un comunicado en su página oficial en el que anunciaban la rescisión de su contrato con Warner Bros Records y la confirmación de que habría nuevo disco a finales de este año.
El 13 de octubre de 2016, Avenged Sevenfold lanzó el vídeo musical del tema "The Stage", primer sencillo de este álbum.

## Grabación
Para este nuevo material se contrató a una gran variedad de músicos, desde tubas hasta trombones, pasando por instrumentos de cuerda y teclados, The Stage fue tomando forma en cuanto a originalidad, desprendiéndose un poco así a lo que venían haciendo desde hace años.
Uno de los momentos más significativos fue cuando el famoso astrofísico Neil deGrasse Tyson fue invitado a participar en una de las canciones,más precisamente la llamada "Exist", en donde aparece como una voz cósmica dando un monólogo acerca del mundo,tratando temas que van desde la política hasta la religión.
El álbum estuvo marcado por una disputa legal entre la ex-discográfica y los miembros de la banda, ya que principios de 2016 la banda rompería contrato con Warner Bros. para firmar con Capital Records. La disputa terminó con "The Best of 2005-2013", un álbum recopilatorio el cual sería lanzado en diciembre de 2016 por Warner, como respuesta a la fecha en la que supuestamente sería lanzado "Voltaic Oceans", título con el que fue filtrado el nuevo lanzamiento de A7X por Chris Jerico a través de su cuenta de Instagram.
Los miembros de la banda mostraron su disgusto debido a que no fue aprobado por la banda y ninguno mostró su apoyo a este álbum recopilatorio.

## Concepto
The Stage es el primer álbum conceptual de Avenged Sevenfold (Nightmare había sido planeado para ser un disco conceptual, pero tales planes fueron descartados luego de la muerte de The Rev). El concepto del álbum se basa en inteligencia artificial y autodestrucción de la sociedad, incluye una variedad de temas impulsados por la ciencia, incluida la guerra nuclear (Sunny Disposition), una prueba fallida de la NASA (Higher), la sentencia de muerte de Giordano Bruno (Roman Sky), exploración espacial (Fermi Paradox), hipótesis de simulación (Simulation) y religión (God Damn, Angels), todos estos acontecimientos tienen lugar en el mismo escenario; La Tierra. Temáticamente, el álbum trata sobre la relación de la humanidad con la tecnología. El contenido lírico del álbum se inspiró en los escritos de Carl Sagan y Elon Musk .
En una entrevista con Rolling Stone , el vocalista M. Shadows comentó como ejemplos: "La canción "Paradigm" habla sobre los nanobots , y cómo pueden usarse potencialmente para curar enfermedades y ayudarlo a vivir para siempre. Pero cuánto de un ser humano lo haría en ese punto: si tienes un 70% de máquinas y un 30% de humanos, ¿te vas a perder? O una canción como "Creating God"; las computadoras se vuelven más y más inteligentes, y de repente se están convirtiendo en tus Dios, son mucho más inteligentes que tú, pareces monos a ellos, u hormigas ".
La canción principal, The Stage,  trata sobre la humanidad y la forma en que las personas se han tratado a través de la historia. Habla desde la perspectiva de un hombre que crece y se da cuenta de la corrupción del mundo.
La canción de cierre "Exist" se hizo cuando el enfoque de la banda fue representar sónicamente el Big Bang , con la parte instrumental en la primera sección (0: 00-6: 55) representando la creación del universo y la segunda sección (6: 56- 15:41) de la canción que representa la creación de la Tierra.

## Lanzamiento y Recepción
El 28 de octubre de 2016, el álbum estaba disponible para su compra en iTunes y para el streaming de Spotify , después de la banda emitido en directo el espectáculo en el tejado del Edificio de Capitol Records. También se pusieron a disposición paquetes especiales del álbum en la tienda web de la banda.
La banda decidió no anunciar el álbum antes de su lanzamiento, ya que el vocalista M. Shadows declaró "le quita completamente la mística del disco" en una entrevista con Rolling Stone . The Stage es el primer álbum de heavy metal en lanzarse sin promoción, y también el primer álbum en general que se lanzó sin promoción en formatos físicos.
También se anunció en el podcast de Chris Jericho , "Talk is Jericho", que se agregarían 7 nuevas canciones a través de servicios de transmisión en algún momento. En una entrevista posterior con Kerrang! , la banda dijo que 6 canciones son versiones , mientras que hay una canción original que no estaba terminada para el álbum.
The Stage ha recibido críticas positivas. En Metacritic , que asigna una calificación normalizada de 100 a las críticas de los principales críticos de música, el álbum recibió un puntaje promedio de 74, basado en 9 revisiones, lo que indica "críticas generalmente favorables". Los críticos musicales elogiaron el nuevo estilo progresivo adoptado. El álbum fue descrito como una mezcla del estilo himno de Iron Maiden y la composición progresiva de Dream Theater. Ultimate Guitar escribió "con un enfoque renovado en la experimentación sónica, los rápidos riffs de metal y temas líricos más profundos, Avenged Sevenfold lanza un muy buen disco con" The Stage ".
Metal Injection incluso llegó a decir que The Stage es una "obra maestra", declarando "con su brillante composición, vasta y sólida colección de sonidos, este es el disco Avenged Sevenfold que brilla entre las estrellas más brillantes. The Stage no es solo un gran paso adelante de su trabajo anterior, sino una excelente adición a las salas de metal y rock que siempre serán recordadas".
"Lo que sí hicieron fue mantener sus armas. Y a medida que la vieja guardia de los roqueros duros llenos de arena comienza a disminuir (físicamente, artísticamente), es bueno saber que hay alguien dedicado a mantener el listón alto". citó a Jason Pettigrew para Alternative Press. Anita Bhagwandas de NME escribió que "es evidente que la banda ha comenzado un nuevo capítulo en el que aprecian más que convertirse en sus influencias. Realmente han llegado".
El álbum también fue elogiado por su rango dinámico y calidad de masterización. Angry Metal-Fi llamó a The Stage "el mejor disco de metal con sonido de 2016", y destacó cómo Avenged Sevenfold logró liberarse de la guerra del volumen.
En una crítica mixta, Chris Conaton de PopMatters escribió: "A pesar de ser un álbum conceptual, The Stage no abre nuevos terrenos para Avenged Sevenfold. Parecen la misma banda haciendo casi lo mismo". También en una revisión mixta para Exclaim!, Bradley Zorgdrager dijo: "Aunque "Hail to the King" no cumplió con las expectativas reales de su disfraz titular, la grandiosidad de The Stage huele a una compensación excesiva: la corona de Avenged Sevenfold se encuentra en algún punto intermedio".
Es considerado uno de los mejores álbumes de la década tanto por concepto como por letras y melodía, así como también uno de los mejores trabajos de la banda y el mejor desde la muerte de The Rev, excompositor del grupo.

## Lista de canciones
| N.º | Título              | Duración |  |
| 1.  | «The Stage»         | 8:32     |  |
| 2.  | «Paradigm»          | 4:18     |  |
| 3.  | «Sunny Disposition» | 6:41     |  |
| 4.  | «God Damn»          | 3:42     |  |
| 5.  | «Creating God»      | 5:34     |  |
| 6.  | «Angels»            | 5:40     |  |
| 7.  | «Simulation»        | 5:31     |  |
| 8.  | «Higher»            | 6:28     |  |
| 9.  | «Roman Sky»         | 5:00     |  |
| 10. | «Fermi Paradox»     | 6:30     |  |
| 11. | «Exist»             | 15:41    |  |

Tracks adicionales (Deluxe Version)
| Deluxe Edition |                                                             |          |  |
| N.º            | Título                                                      | Duración |  |
| 1.             | «Dose»                                                      | 4:58     |  |
| 2.             | «Retrovertigo» (Versión de Mr. Bungle)                      | 4:39     |  |
| 3.             | «Malagueña Salerosa» (Versión tradicional)                  | 4:15     |  |
| 4.             | «Runaway» (Versión de Del Shannon, con Warren Fitzgerald)   | 2:49     |  |
| 5.             | «As Tears Go By» (Versión de The Rolling Stones)            | 2:54     |  |
| 6.             | «Wish You Were Here» (Versión de Pink Floyd)                | 5:14     |  |
| 7.             | «God Only Knows» (The Beach Boys)                           | 3:34     |  |
| 8.             | «The Stage» (En vivo desde The O2 Arena en Londres)         | 9:16     |  |
| 9.             | «Paradigm» (En vivo desde The O2 Arena en Londres)          | 4:43     |  |
| 10.            | «Sunny Disposition» (En vivo desde The O2 Arena en Londres) | 9:32     |  |
| 11.            | «God Damn» (En vivo desde The O2 Arena en Londres)          | 4:43     |  |

## Créditos
Avenged Sevenfold
- M. Shadows: Voz principal.
- Synyster Gates: Guitarra líder.
- Zacky Vengeance: Guitarra rítmica.
- Johnny Christ: Bajo.
- Brooks Wackerman: Batería.

Músicos adicionales
- Tennessee James Barker y River James Sanders: voces en Simulation
- Brian Haner: segundo solo en Angels
- Matthew Barker: cuerdas en Exist, Roman Sky y Sunny Disposition
- Jason Freese: teclado en Paradigm, The Stage, Higher, Exist yFermi Paradox
- Brian Kilgore: percusión God Damn y Roman Sky
- Angela Fisher: coro
- Nikki Grier: coro
- Quishima Dixon: coro
- Tiffany Smith: coro
- Alexandria Threat: coro
- Amber Sauer: coro
- Leah Katz: viola
- Angelo Moore y Walter Kibby: tubas en Sunny Disposition
- Michael Suárez: efectos de sonido adicionales en Simulation
- Eric Gorfain: violín en Creating God
- Daphne Chen: violín
- John Krovoza: chelo
- Ian Walker: contrabajo
- Jordan Katz: trompeta
- David Ralicke: trombón
- Nick Daley: trombón
- Stephanie O'Keefe: tuba francesa
- Neil deGrasse Tyson: monólogo final en Exist